# Kosmos 613
Kosmos 613 (ryska: Космос-613) var en flygning i det Sovjetiska rymdprogrammet. Farkosten sköts upp med en Sojuz-raket, från Kosmodromen i Bajkonur, den 30 november 1973. 
Den återinträdde i jordens atmosfär och landade i Sovjetunionen den 29 januari 1974.
Det var ett obemannat långtidstest.